# رز مینیاتور

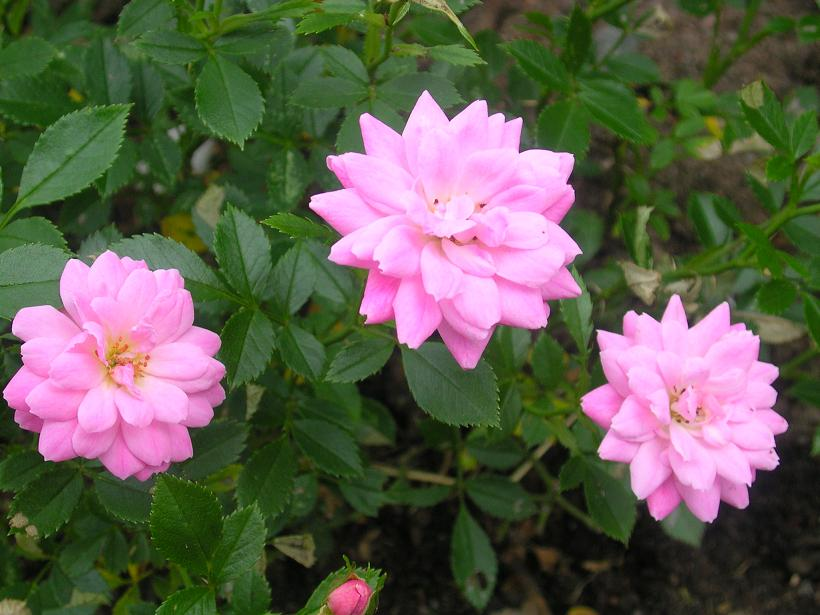

رز مینیاتور يا ساناز یکی از گروه‌های رز باغی جدید است. گونه مادر آن رز چینی Rosa chinensis است. 
. طول گیاه بین ۵۰–۱۵ سانتیمتر است. این گل هم در باغ و هم در گلدان کاشته می‌شود.
رز مینیاتوری از گیاهان زینتی و تجاری می باشد که کاربردهای زیادی به خصوص در طراحی فضای سبز دارد. همانطور که از اسمش مشخص است از این گل می توان در منزل هم نگهداری کرد. پس کسانی که عاشق گل رز می باشند می توانند با پرورش گل رز مینیاتوری در گلدان یک بوته رز زیبا داشته باشند.
(نام علمی : Miniature Roses) رز های مینیاتوری نسخه های کوچک رز های هیبریدی هستند اما در مقایسه با رز های هیبریدی شکوفه های بیشتری دارند. این نوع از رز ها اغلب به عنوان رز های آ‌پارتمانی به بازار عرضه می‌شوند زیرا قابلیت رشد و نمو در ظروف کوچک و گلدان را دارا می‌باشند. رز های مینیاتوری تنوع رنگی بالایی داشته و در بیشتر رنگ ها از جمله سفید، قرمز، نارنجی، زرد و … دیده می‌شوند.

## گل دهی رز مینیاتور
گل رز مینیاتوری تنها 2-3 بار در طول عمر گیاه گل میدهد و پس از آن فقط ساقه و برگ آن هر ساله تجدید میشنوند،پس اگر دنبال گونه ای از رز هستید که سالها برایتان گل بدهد،رز مینیاتور گزینه مناسبی برای شما نمیباشد.

## نیازهای گل رز مینیاتوری
رز مینیاتوری نور دوست می باشد و دمای خنک را می پسندد که این عوامل باعث تولید گل های با کیفیت بالایی می شوند. نیاز نوری این گل ۶ ساعت در روز می باشد. خاک مورد علاقه این گل خاک شنی رسی، لومی و یا خاکی است که کمی رسی باشد.
گل رز مینیاتوری نیاز چندانی به آبیاری ندارد و میتواند از شبنم های صبحگاهی تغذیه کند.

## کاشت رز مینیاتوری در گلدان
رز مینیاتوری را در داخل گلدانی به عمق ۱۵ الی ۲۰ که دارای زهکشی خوبی باشد قرار دهید. گلدان را با خاک مناسب پر کنید و خاک اطراف ریشه را محکم فشار دهید تا هیچ هوایی در خاک باقی نماند. گلدان را به مکانی که آفتاب گیر می باشد انتقال دهید دمای خانه باید ۱۵ درجه سانتی گراد باشد.